# Ilhas do Chafariz
Ilhas do Chafariz är öar i Brasilien.   De ligger i delstaten Rio Grande do Sul, i den södra delen av landet, 1 500 km sydväst om huvudstaden Brasília.
Omgivningarna runt Ilhas do Chafariz är en mosaik av jordbruksmark och naturlig växtlighet. Runt Ilhas do Chafariz är det ganska glesbefolkat, med 23 invånare per kvadratkilometer.